# Turks spikkeldikkopje
Het Turks spikkeldikkopje (Pyrgus cinarae) is een vlinder uit de familie van de dikkopjes (Hesperiidae). De wetenschappelijke naam is voor het eerst gepubliceerd in 1839 door Jules Pierre Rambur.

## Verspreiding
De soort komt voor in Midden-Spanje, Oekraïne, Servië, Noord-Macedonië, Albanië, Bulgarije, Griekenland, Turkije, Rusland, Armenië en verder oostwaarts.

## Ondersoorten
- Pyrgus cinarae cinarae (Rambur, 1830) (Balkan en verder oostelijk tot Centraal-Azië)
- Pyrgus cinarae clorinda Warren, 1927 (Spanje)

## Vliegtijd
De nominaat vliegt in één generatie van half juni tot begin augustus. De Spaanse ondersoort clorinda vliegt in één generatie van half juli tot begin september.

## Waardplanten
De rups leeft op Potentilla recta, Potentilla hirta en Filipendula vulgaris (Rosaceae). De eitjes worden op de bloemknoppen afgezet.